# Shen Li
Shen Li (沈力S, Shěn LìP; Shanghai, 14 maggio 1969) è un'ex cestista cinese.

## Carriera
Con la Cina i Giochi olimpici di Atlanta 1996.